# Lynn Houben
Lynn Houben is een personage uit de Vlaamse ziekenhuisserie Spoed dat werd gespeeld door Katrien De Becker. Ze was een vast personage van 2001 tot 2002.

## Personage
Lynn Houben komt in seizoen 4 als verpleegkundige het team van Luc Gijsbrecht versterken. Ze werd overgeplaatst vanuit St. Elizabeth, waar ze heeft samengewerkt met dokters Koen De Koninck en Geert Van Gestel. In tegenstelling tot Koen, lijkt Geert niet zo blij haar terug te zien. Later zal blijken dat Lynn en Geert in het verleden een koppel waren. Ze hebben echter nog steeds gevoelens voor elkaar en besluiten te trouwen. Wanneer ze terugkeren van hun huwelijksreis, blijkt tot hun grote ontgoocheling echter niemand er echt aandacht aan te geven. Als ze even later een aanbieding krijgen om voor drie jaar in Afrika te gaan werken, zien ze een droom in vervulling gaan en verlaten de serie.

## Familie
- Geert Van Gestel (echtgenoot)